# ストラップ (服飾)
ストラップ（strap）とは一般的には紐のことを指すが、服飾用語としてはイブニングドレスなどの胸元を大きく開けた衣装や下着（ブラジャーやビスチェ、スリップ、キャミソールなど）、水着など肩を露出した衣服の前身頃（正面側）と後身頃（背面側）をつなぐ、ショルダー・ストラップ（shoulder strap、肩ひも・吊り紐とも）を指す場合が多い。
古代エジプトにおいては、古王国時代より片方あるいは両方の肩の部分に肩ひもを通した衣装を着けていたことが知られている。
ただし、シャツの前立てや短冊、靴のバックル止めなども「ストラップ」と呼ぶ場合がある。
肩を露出した服装を際立てるために透明のビニール素材を使用したストラップもある。

## ストラップレス
生地素材や設計により、ストラップを付けずに肩からバストライン（胸線）の上部及び背中を完全に露出させた衣装スタイルを、ストラップレス（strapless）と呼ぶ。ずり落ち防止のためにゴム紐やギャザー、接着テープなどを使って抑えたものが多い。乳房の大きさが目立たないという長所がある反面、安定性には欠け、特に上からの力には弱いという欠点がある。19世紀中頃に出現したとされ、最古の記録は1846年のものとされている。